# Michal Švec
Pour les articles homonymes, voir Švec.
Michal Švec est un footballeur tchèque né le 19 mars 1987 à Prague. Actuellement avec le SK Slavia Prague, dans le championnat de Tchéquie, il évolue au poste de milieu défensif.

## Palmarès
SC Heerenveen
- Vainqueur de la Coupe des Pays-Bas 2009

 Győri ETO FC
- Vainqueur du Championnat de Hongrie 2013